# Крапивна (приток Дрегли)
Крапивна — река в России, протекает по Любытинскому району Новгородской области. Левый приток Дрегли, бассейн Сяси.

## География
Крапивна начинается в болотах в 2 км северо-восточнее деревни Оксово. Течёт на юго-запад, так что Оксово остаётся на левом берегу, около деревни поворачивает на северо-запад. На левом берегу деревня Старая Крапивна, на правом — Новая Крапивна. Ниже справа по течению в Крапивну впадает правый приток Радаха, за устьем река поворачивает на запад. На левом берегу деревня Порог. Крапивна впадает в Дреглю в 7,4 км от устья последней. Длина реки — 27 км, площадь водосборного бассейна — 92,8 км².

## Данные водного реестра
По данным государственного водного реестра России относится к Балтийскому бассейновому округу, водохозяйственный участок реки — Сясь, речной подбассейн реки — Нева и реки бассейна Ладожского озера (без подбассейна Свирь и Волхов, российская часть бассейнов). Относится к речному бассейну реки Нева (включая бассейны рек Онежского и Ладожского озера).
Код объекта в государственном водном реестре — 01040300112102000018075.